# Trachelipus rathkei
Trachelipus rathkei är en kräftdjursart som först beskrevs av Brandt 1833.  Trachelipus rathkei ingår i släktet Trachelipus, och familjen Trachelipodidae. Arten är reproducerande i Sverige.